# Ney (Ohio)
Ney es una villa ubicada en el condado de Defiance en el estado estadounidense de Ohio. En el Censo de 2019 tenía una población de 256 habitantes y una densidad poblacional de 335 personas por km².

## Geografía
Ney se encuentra ubicada en las coordenadas 41°22′50″N 84°31′15″O / 41.38056, -84.52083. Según la Oficina del Censo de los Estados Unidos, Ney tiene una superficie total de 1.06 km², de la cual 1.06 km² corresponden a tierra firme y (0%) 0 km² es agua.

## Demografía
Según el censo de 2010, había 354 personas residiendo en Ney. La densidad de población era de 335 hab./km². De los 354 habitantes, Ney estaba compuesto por el 96.33% blancos, el 0% eran afroamericanos, el 0% eran amerindios, el 0% eran asiáticos, el 0% eran isleños del Pacífico, el 2.54% eran de otras razas y el 1.13% pertenecían a dos o más razas. Del total de la población el 4.52% eran hispanos o latinos de cualquier raza.